# Kiss Me Deadly (canção)
"Kiss Me Deadly" é um single da roqueira britânica Lita Ford.
A música, de duração 3:59min, foi lançada em 1988, juntamente com o álbum Lita, sendo a 2.ª faixa deste álbum. Foi produzida por Mike Chapman e sua autoria é de Mick Smiley.
EM 2008, edsta canção foi ranqueada na 76.ª posição entre as 100 melhores canções de hard rock de todos os tempos pela VH1.

## Single
01. "Kiss Me Deadly" (Mick Smiley)

02. "Kiss Me Deadly [Instrumental]" (Mick Smiley)

03. "Broken Dreams" (David Ezrin, Lita Ford)

## Músicos
- Lita Ford – guitarras, vocais
- David Ezrin – teclados
- Don Nossov – baixo
- Myron Grombacher – bateria
- Craig Krampf – percussão
- Llory McDonald – back-vocals
- Mike Chapman – back-vocals

## Posição nas Paradas Musicais
| Ano  | Single           | Melhor Posição nas Paradas | Melhor Posição nas Paradas | Melhor Posição nas Paradas | Melhor Posição nas Paradas | Melhor Posição nas Paradas | Certificação | Álbum |
| Ano  | Single           | US                         | US Main                    | NZ                         | UK                         | SUÉ                        | Certificação | Álbum |
| ---- | ---------------- | -------------------------- | -------------------------- | -------------------------- | -------------------------- | -------------------------- | ------------ | ----- |
| 1988 | "Kiss Me Deadly" | 12                         | 40                         | 21                         | 75                         | —                          |              | Lita  |

## Prêmios e Indicações
| Ano  | Canção         | Premiação              | Prêmio                                                   | Resultado | Ref.  |
| ---- | -------------- | ---------------------- | -------------------------------------------------------- | --------- | ----- |
| 1988 | Kiss Me Deadly | MTV Video Music Awards | Melhor Vídeo de Uma Artista Feminina (Best Female Video) | Indicado  | [ 8 ] |